# Mostacillastrum andinum
Mostacillastrum andinum är en korsblommig växtart som först beskrevs av Rodolfo Amando Philippi, och fick sitt nu gällande namn av Al-shehbaz. Mostacillastrum andinum ingår i släktet Mostacillastrum och familjen korsblommiga växter. Inga underarter finns listade i Catalogue of Life.